# ブラザー工業
ブラザー工業株式会社（ブラザーこうぎょう、英: BROTHER INDUSTRIES, LTD.）は、愛知県名古屋市瑞穂区に本社を置く日本の大手電機メーカー。主にプリンター（複合機）、ファクシミリ、ミシンなどを製造する。東証プライム・名証プレミア上場企業。JPX日経インデックス400の構成銘柄の一つ。

## 概要
社名は「沿革」節にあるとおり、安井兼吉が創業した「安井ミシン商会」を安井正義ら息子兄弟が継承した際に商号を変更した「安井ミシン兄弟商会」に由来し、この兄弟の英語であるBrotherを社名に採用している。
売上の90%近く（連結では75%）が日本国外であり、日本国内よりも北米やヨーロッパでブランド力が高い。特にSOHO向けの複合機、ファックスにおいては北米でトップシェアを占める。
日本でブランドイメージの強いミシンについては、家庭用・工業用ともに世界トップクラスのシェアである。ただし工業用については日本でのブラザー最大のライバルメーカーであるJUKIが世界でのシェア1位であるものの、日本での家庭用ミシンの市場が急激に縮小し、他のライバルミシンメーカーが軒並み凋落する中で、工業用ミシン最大のライバルであるJUKI（チップマウンターに進出して多角化）、家庭用最大のライバルであるジャノメ（産業用ロボットに進出して多角化）の日本3大大手ミシン会社ともに、多角化に成功したことが本業の堅持にもつながった。
1956年には、70ccオートバイ「ダーリン号」を販売した。しかし製造ラインが1959年の伊勢湾台風で水没したこととタイプライター事業参入との兼ね合いを理由としてオートバイ事業からは撤退した。なお台風の影響で車両自体も失われ、ブラザーに現存車両はなく試作エンジンが残るのみだという。
また、かつては家電製品や楽器（電子オルガン）を発売していたこともあるが、1990年代までに撤退している。家電製品のうち洗濯機（ニックネームは「新珠」）、掃除機は自社生産で、テレビ、ビデオデッキは三菱電機からOEM供給を受けていた。1980年代には後述するタイプライターのノウハウを生かしたワードプロセッサ「ピコワード」も製造・販売していた。
1971年に、セントロニクス社と高速ドットプリンターを開発。国内の現金自動預け払い機（ATM）の3割のシェアを持つ。また、ラベルプリンターの創始者で、1988年に開発し世界シェア1位である。印刷面にラミネートが施される特許を持っている。当時ブラザー工業の社員だった酒井隆司と結城英治が中心に開発し、かつてテプラを製造しキングジムに供給していた。他にはモバイルプリンターなど、個性のあるプリンターを製造している。
タイプライターも世界シェア1位を誇り、1977年からのキーボード開発は高い評価を持ち、ブラザー製のIBM社のキーボードはプレミアも付いている。1993年のキーボード「コアラ」はパンタグラフ式キーボードとして世界で初めてノートパソコンに採用され、パンタグラフ式は現在、世界でノートPCの標準仕様となっている。
1987年に、NTT（東西分割前）とファックスを共同開発。日本国内ではNTTブランドで、日本以外では「ブラザーファクス」として展開され、7年連続全米第1位のシェアを獲得していた（1994年〜2000年）。ちなみに開発メーカーなのでブラザーのファックスの型番はFAX-××となっている。ファックス付複合機では、日本国内・全米ともに第1位のシェアを誇っていたが、近年ではキヤノン、ヒューレット・パッカードなどにシェアを奪われつつある。家庭用の留守番電話付きファックスを良品計画（無印良品）にOEM供給している。
独自の技術でレーザープリンター、インクジェットプリンターを製造できる企業ではあるが、特にレーザープリンターは各社とOEM契約を結び、各社とエンジンや本体を供給したりされたりしている。カラーレーザーエンジンも以前は他社からの供給品であったが、2007年より自社開発したタンデム方式のカラーエンジンを使用している。レーザープリンターは1987年開発。2000年にユーロでのシェアが第2位となる。小売りで全第1位シェアも持っている。
2003年にインクジェット式の複合機マイミーオを発売。ファックス付複合機では2010年現在日本シェア第1位となっている。初代のマイミーオに関しては「ソウチカクニン41」というヘッドに起因する不良が多発したため、修理対応を行った。2008年冬に開催されたコミックマーケット（C75）において、マイミーオがらき☆すたとのコラボレーションで企業ブースに出展するなど、多方面にプロモーション活動を展開している。
2004年に発売されたエンターテイメントロボット「イフボット」のデザインを手掛けたことから、イフボットの意匠権を所有している。そのため、翌2005年に行われた愛・地球博では、「夢みる山」のブラザーゾーン「モノづくり、ユメづくり Brother Output Fantasy」にて、イフボットを使用したショーを出展した。なお、イフボットの製造はフタバ産業、販売はビジネスデザイン研究所である。
子会社のエクシングにおいて、通信カラオケJOYSOUNDを製造・販売している。さらに2009年9月には、エクシングが同じく通信カラオケ大手のUGAを運営するBMBを買収することで、BMBの親会社であるUSENと合意した。
2008年に発表された新中期戦略「CS B2012」では、ブラザー工業が取り組む二つの新規事業として、ネットワークイメージングデバイス事業とネットワーク&コンテンツ事業を挙げており、ネットワークイメージングデバイス事業では2009年6月、電子ペーパー「ブラザー ドキュメントビューワ」を発売したほか、愛・地球博で初めて披露した網膜走査ディスプレイの小型化を成功させ、2010年に名称が「AiRScouter」に決定。2011年に実用化された。また、ネットワーク&コンテンツ事業では次世代コンテンツ配信システム「Einy（アイニー）」を開発、2009年10月に子会社のエクシングが発売した通信カラオケ「CROSSO」の楽曲配信などに採用されている。
また、自動車部品やHDD製造用の工作機械であるタッピングセンターシリーズ、金型製作や部品加工用の工作機械であるワイヤ放電加工機（HS-70A）も製造している。
2011年、改築された名古屋市科学館のプラネタリウムドームのネーミングライツ（命名権）を取得し、プラネタリウムドームの名称を「Brother Earth （ブラザーアース）」とした。

## 沿革
- 1908年 - 安井兼吉が安井ミシン商会を創業[1]
- 1925年 - 安井正義が継承し、商号を安井ミシン兄弟商会とする[1]
- 1928年 - 麦わら帽子製造用ミシン[注 1]を開発し、商標をBROTHERとする[1]
- 1934年 - 日本ミシン製造株式会社（現在のブラザー工業株式会社）設立[1]
- 1941年 - ブラザーミシン販売株式会社設立[1]
- 1947年 - 家庭用ミシンの輸出が始まる
- 1962年 - 商号をブラザー工業株式会社とする[1]
- 1963年 - 東京証券取引所、名古屋証券取引所、大阪証券取引所上場[1]
- 1971年 - ドットプリンターを開発
- 1980年 - 電子オフィスタイプライターを開発
- 1982年 - CIを導入し、新シンボルマークを制定[注 2]
- 1986年 - パソコンソフトの自動販売機、ソフトベンダーTAKERUを全国に展開
- 1987年 - レーザープリンター、ファックスを開発
- 1992年 - 通信カラオケサービスを開始
- 1999年 - ブラザー販売株式会社を子会社化[1]
- 2007年 - ブラザー販売の訪問販売部門について、ヤマノホールディングス傘下のヤマノリテーリングスが新たに設立したヤマノ1909プラザに事業譲渡。またパソコンショップ運営子会社のコムロードをアプライドに譲渡。
- 2008年7月31日 - HOYA株式会社からモバイルプリンター事業を譲受。
- 2009年9月30日 - USEN傘下で通信カラオケ「UGA」を運営する株式会社BMBの全株式を取得することで基本合意。
- 2010年6月 - 中国子会社の兄弟ミシン（西安）有限公司を存続会社とし、同じく中国子会社の西安兄弟工業有限公司を吸収合併。兄弟ミシン（西安）有限公司は兄弟機械（西安）有限公司に商号を変更[1]。
- 2011年2月14日 - 大阪証券取引所上場廃止[1]。
- 2013年1月30日 - 株式公開買付け（TOB）成立により、持分法適用関連会社であった株式会社ニッセイを連結子会社化[1]
- 2015年6月11日 - イギリスの産業用印刷機械大手ドミノ・プリンティング・サイエンス社を完全子会社化[10]。
- 2019年4月1日 - ドミノ・プリンティング・サイエンス社の日本総販売店であるコーンズテクノロジー株式会社よりドミノ製品の国内販売事業を譲受け[11]。同日子会社であるブラザーインダストリアルプリンティング株式会社が同事業を開始[11]。
- 2022年2月16日 - 株式会社ニッセイを完全子会社化。

## 主要製品

### 家庭用ミシン・クラフト

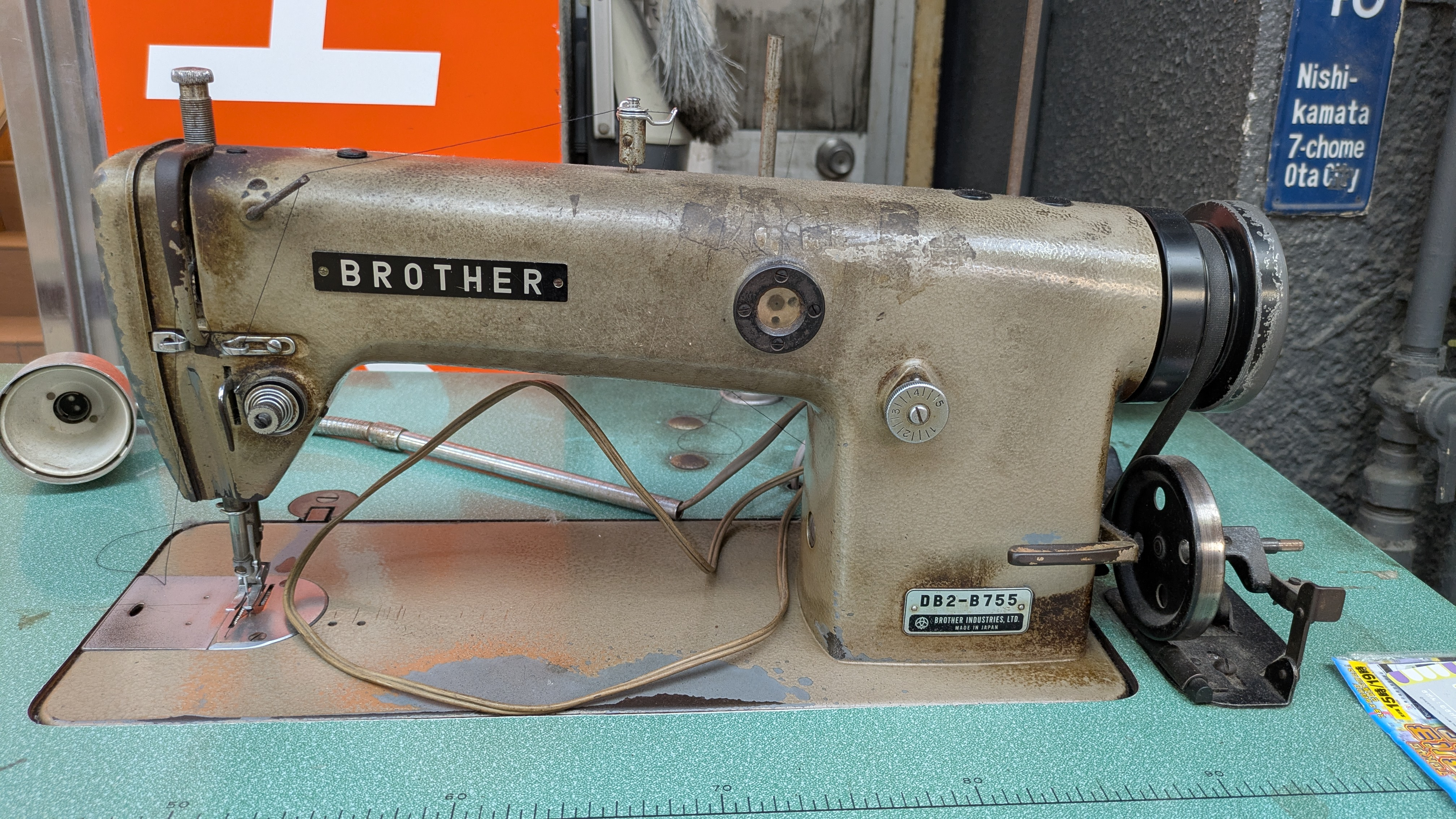
BROTHER製のミシン。

- イノヴィスシリーズ（一般用ミシン、刺しゅう用ミシン）
- 職業用ミシン（直線ぬい専用ミシン、ロックミシン、カバーステッチ専用ミシン）
- カッティングマシン
- BEaaS(ラザーの業務用刺しゅうミシン専用のクラウドサービス[12]。株式会社ワークマンと共同開発[13]）
- 家庭用編機（2004年11月24日をもって生産販売を終了した[14]）

### プリンティング機器
- プリビオ（マイミーオとジャスティオを統合した新ブランド）
  - マイミーオ（ファクシミリ、インクジェットプリンター、複合機）
  - ジャスティオシリーズ（レーザープリンター、レーザー複合機、A3カラーインクジェット複合機、ドキュメントスキャナー）
- モバイルプリンター（1982年に乾電池で動作する電子パーソナルプリンタEP-20を発売[15][16]）
- ICタグプリンター
- ファクシミリ（コミュシェ）
- ラベルライター（ピータッチ、ピータッチキューブ）

### スタンプ作成機
- Stampcreatorシリーズ

### 電子ペーパー
- ブラザー ドキュメント ビューワ

### マシナリー
- 工作機械（CNCタッピングセンター、SPEEDIO）
- 工業用ミシン

　　NEXIOシリーズ（IoT対応ミシン/電子送り本縫ダイレクトドライブ、ダイレクトドライブプログラム式電子ミシン）
- ガーメントプリンター
- 減速機・歯車
- 燃料電池
- スポットクーラー（Pure Drive）

### ネットワーク・アンド・コンテンツ
- Einy（アイニー）
- JOYSOUNDシリーズ

### ドミノ事業
- コーディング・マーキング機器
- デジタル印刷機
- レーザーマーカ―

## 研究・製造拠点
- 瑞穂工場（名古屋市瑞穂区）
- 星崎工場（名古屋市南区）
- 港工場（名古屋市港区）
- 桃園工場（名古屋市瑞穂区）
- 刈谷工場（愛知県刈谷市）
- 技術開発センター（名古屋市瑞穂区）
- 物流センター（名古屋市南区）

海外拠点は以下の国にある。
- 台湾（1箇所）
- マレーシア（1箇所）
- 中国（6箇所）
- ベトナム（1箇所）
- イギリス（2箇所）
- スロバキア（1箇所）
- アメリカ（1箇所）

## 関連会社
- ブラザーインターナショナル株式会社
- ブラザー販売株式会社
- 株式会社エクシング
  - 株式会社テイチクエンタテインメント
  - 株式会社スタンダード
  - 株式会社エクシング・ミュージックエンタテイメント
  - 株式会社エクシングミュージック
  - 株式会社BMBインターナショナル
  - グランプリレジャーシステム株式会社
- ブラザーロジテック株式会社
- ブラザー不動産株式会社
- 三重ブラザー精機株式会社
- ブラザーリビングサービス株式会社
- 株式会社ブラザーエンタープライズ
- 株式会社ビートップスタッフ
- ブラザーインダストリアルプリンティング株式会社（旧・株式会社ブラザーファイナンスジャパン）[18]
- 株式会社ニッセイ
- 昭和精機株式会社
- ドミノ・プリンティング・サイエンス

## 提供番組

### 2021年時点
- ブラザー工業 Hello Global（FM AICHI）

### 過去
- きんぴら先生青春記（KRT）
- おさげ社長（KRT）
- あんみつ姫（中原美紗緒主演実写版、KRT）
- お嬢さん奮闘記（KRT）
- TBS月曜19時枠1時間ドラマ（他社との二社提供）
  - ブロンコ
  - ブロンコ・シャイアン
  - ガンスリンガー・シャイアン
  - ロデオ
  - 白馬の剣士（第1期）
- ブラザー劇場[注 3]（TBS）
  - 白馬の剣士（第2期）
  - コメットさん（ドラマ版2編）
  - 刑事犬カール
  - 新吾十番勝負 (田村正和版)
  - 刑事くんほか
- ブラザーファミリーアワー[注 4]（TBS）
  - 人生ゲームハイ&ロー
  - クイズ天国と地獄
- モーニングショー（NET）
- ヤングタウンTOKYO（1969年10月〜1981年9月、TBSラジオ）
- 水曜ドラマシリーズ（1972年頃、フジテレビ[注 5]）
- 東海テレビ制作昼の帯ドラマ（1990年頃まで、東海テレビ・フジテレビ）
- オールナイトニッポン（1980年代、ニッポン放送・全国ラジオネットワーク、平日のみ）
- TBS火曜9時枠の連続ドラマ（1980年代〜1985年、TBS）
- ケントのどういうknow?（1987〜1989年、名古屋テレビ・テレビ朝日、一社提供）
- 男のBEタイム（1988年4月〜1991年9月、テレビ東京、一社提供）
- ネクストウェーブ（1991年10月〜1992年3月、テレビ東京）
- まいどワイド30分（提供時期不明、テレビ大阪・関西ローカル）
- 報道ステーション SUNDAY（テレビ朝日）※2013年10月より2015年9月まで
- ゴルフの真髄（テレビ東京）※2013年10月より降板時期不明 ほか

※同社が名古屋市に本社を置くことから、在京局のみならず、在名局の番組にも提供している。
※現在、上記以外ではレギュラーの提供番組はなく、週替わり・期間限定でテレビ番組に提供する事が多い。このため、スポット枠中心にCMを流している。

### CMに起用された有名人
- 菅原洋一 - ブラザー編機
- 新井晴美（現・晴み） - ミシン ペースセッター
- 岡田奈々 - 電子ミシン コンパルDX
- 太田裕美 - 電子オルガン エミリオン、かっこうE
- 水沢アキ - ブラザー編機、電子ミシン コンパルDX
- 小松辰雄 - ブラザーの家電品（夫人と共に出演。ナレーションはみのもんた）
- 巨砲丈士 - ブラザーの家電品（夫人と共に出演）
- 田崎潤 - 電子ミシン コンパルDX
- 藤谷美和子 - 電子レンジ 調宝さん
- 桂三枝（現・六代桂文枝） - 電子コンパルエース（コンパル奥さま大集合編）、コンピュータミシン コンパルα
- アン・ルイス - コンピュータミシン オーパス8
- 三浦友和 - ブラザー編機
- 野田圭一 - 電子ミシン コンパルDX（ナレーション）
- 松田聖子 - コンピュータミシン コンパルα-II
- 三田寛子 - 電子タイプライター、ピコワード（日本語ワードプロセッサ）
- 山﨑浩子 - コンピュータミシン コンパルα
- 山田邦子 - コンピュータミシン Tendy
- 原沙知絵 - インクジェット複合機 MyMio
- 小泉里子 - インクジェット複合機 MyMio
- 小林麻央 - カラーレーザー複合機 JUSTIO、インクジェット複合機 MyMio
- 松下奈緒 - インクジェット複合機 MyMio、レーザー複合機・プリンターJUSTIO
- 梨奈カロリーナ - インクジェット複合機 MyMio
- あおい輝彦、山崎弘也（共に声） - インクジェット複合機 PRIVIO
- 中村勘九郎、中村七之助 - インクジェット複合機 PRIVIO
- 小島瑠璃子 - インクジェット複合機 PRIVIO
- 鮫島正樹 - オーブンレンジ グルメット500
- 寺嶋由芙 - ブラザー企業CM「JOYSOUNDはブラザー」篇[19]
- 黒嘉嘉 - 台湾におけるイメージキャラクター（品牌形象大使）（2020年 - ）

## テレビ番組
- 日経スペシャル カンブリア宮殿 新分野に挑戦し続けろ 〜これが21世紀の多角化経営だ!〜（2012年1月19日、テレビ東京）[20]

## 書籍

### 関連書籍
- 『「解」は己の中にあり 「ブラザー小池利和」の経営哲学60』（著者:高井尚之）（2012年3月24日、講談社）ISBN 9784062175340